# Pseudocabotia balconiensis
Pseudocabotia balconiensis är en fjärilsart som beskrevs av Blanchard och Edward C. Knudson 1985. Pseudocabotia balconiensis ingår i släktet Pseudocabotia och familjen mott. Inga underarter finns listade i Catalogue of Life.